# Моральные эмоции
Моральные или нравственные эмоции — разновидность социальных эмоций, которые участвуют в формировании и передаче моральных суждений и решений, а также в мотивации поведенческих реакций на собственное поведение и поведение других. По определению Джонатана Хайдта, моральные эмоции «связаны с интересами или благополучием либо общества в целом, либо, по крайней мере, лиц, кроме судьи или агента».
Моральные эмоции включают социальное отвращение, стыд, гордость, гнев, вину, сострадание и благодарность. Эти эмоции зачастую помогают избегать социально неприемлемых («плохих») поступков. Нравственные эмоции — это эмоции, составляющие совесть человека и способствующие познанию разницы между добром и злом.

## История изучения
Моральные рассуждения были в центре внимания большинства исследований морали, начиная с Платона и Аристотеля. Психологическая сторона морали, рассмотренная, например, в «Теории моральных чувств» Адама Смита, считалась подчиненной высшему, рациональному, моральному рассуждению, при этом такие ученые, как Иммануил Кант, Пиаже и Кольберг, трактовали моральное рассуждение как ключевой элемент морали. Однако в последние 30-40 лет возник новый фронт исследований: моральные эмоции как основа морального поведения. Это развитие началось с акцента на сочувствии и вине и привело к новым исследованиям таких эмоций, как гнев, стыд и отвращение. Благодаря новому исследованию теоретики начали задаваться вопросом, могут ли моральные эмоции играть более важную роль в определении морали, превосходящую роль моральных рассуждений.

## Определения
Обычно философы использовали два подхода к определению моральных эмоций, при этом первый заключался в том, чтобы «определить формальные условия, которые составляют моральное утверждение (например, то, что является универсальным, например, целесообразность)». Второй подход "заключается в определении материальных условий моральной проблемы, например, что моральные правила и суждения "должны влиять на интересы или благосостояние либо общества в целом, либо, по крайней мере, лиц, не являющихся судьей или действующим лицом. Второе определение более предпочтительно, поскольку оно не привязано к языку и поэтому может быть применено к детям и животным. Моральные эмоции — это «эмоции, которые связаны с интересами или благополучием общества в целом или, по крайней мере, лиц, кроме судьи или действующего лица».

## Виды моральных эмоций
Моральные эмоции, как и другие эмоции, делятся на положительные и отрицательные. При этом моральные эмоции делятся на два типа: негативные эмоции, направленные внутрь (которые мотивируют людей действовать этично) и негативные эмоции, направленные вовне (которые направлены на дисциплинирование или наказание). Примерами положительных моральных эмоций являются воодушевление, благодарность и гордость за свои хорошие поступки. Примеры негативных моральных эмоций включают социальное отвращение, стыд, вину и смущение.

## Моральные эмоции и поведение
Эмпатия также играет большую роль в альтруизме. Гипотеза эмпатии-альтруизма утверждает, что сочувствие к другому приводит к альтруистической мотивации помочь этому человеку. Напротив, может существовать и эгоистическая мотивация помочь нуждающемуся. Это модель снижения напряжения Халлиана, в которой личный стресс, вызванный другим нуждающимся, заставляет человека помочь, чтобы облегчить собственный дискомфорт. Публикации на тему «Альтруизм, рождённый страданием» (Altruism Born of Suffering) утверждают, что люди, пережившие трудные времена, чаще реагируют альтруистически, защищая других или заботясь о них.
Нейробиолог Джин Десети, опираясь на эмпирические исследования в области эволюционной теории, психологии развития, социальной нейробиологии и психопатии, заявил, что эмпатия и мораль не являются ни систематически противоположными друг другу, ни неизбежно дополняющими друг друга.